# Omerbegovača
Omerbegovača är en ort i Bosnien och Hercegovina.   Den ligger i distriktet Brčko, i den nordöstra delen av landet, 120 km norr om huvudstaden Sarajevo. Omerbegovača ligger 100 meter över havet och antalet invånare är 895.
Terrängen runt Omerbegovača är platt, och sluttar norrut. Närmaste större samhälle är Brčko, 3,9 km norr om Omerbegovača. 
Omgivningarna runt Omerbegovača är en mosaik av jordbruksmark och naturlig växtlighet. Runt Omerbegovača är det ganska tätbefolkat, med 67 invånare per kvadratkilometer.